# Cataonie

La Cataonie, en grec Kαταoνία, est une région de l’ancienne Asie Mineure, située entre le Taurus et l’Anti-Taurus, comprise tantôt dans la Petite Arménie, tantôt dans la Cappadoce, au sud-est de laquelle elle était située ; elle était arrosée par le Sarus et le Pyramus. 
Ses villes principales étaient, Comana, la capitale, et Arabissus.

## Source
« Cataonie », dans Pierre Larousse, Grand dictionnaire universel du XIXe siècle, Paris, Administration du grand dictionnaire universel, 15 vol., 1863-1890 [détail des éditions].